# Благай (Слунь)
45°13′ пн. ш. 15°32′ сх. д. / 45.21° пн. ш. 15.54° сх. д.
Благай (хорв. Blagaj) — населений пункт у Хорватії, у Карловацькій жупанії у складі міста Слунь.

## Населення
Населення за даними перепису 2011 року становило 27 осіб.
Динаміка чисельності населення поселення: